# 罗维拉 (奇里基省)
罗维拉是巴拿马奇里基省多莱加区的一个城市。 该市面积为46.4平方（17.9平方英里），2010年时人口为1,925，故其人口密度为41.5名居民每平方（107名居民每平方英里）。 1990年时人口为1,380，2000年时人口为1,703。